# Karnare Col
Das Karnare Col (englisch; bulgarisch седловина Кърнаре sedlowina Karnare) ist ein schmaler, felsiger, in ost-westlicher Ausrichtung 1,7 km langer und 2100 m hoher Bergsattel im westantarktischen Ellsworthland. In der Sentinel Range  des Ellsworthgebirges verbindet er mit einer Senke in seinem östlichen Abschnitt die Südosthänge des Mount Craddock mit dem Nordostgrat des Mount Strybing.
US-amerikanische Wissenschaftler kartierten ihn 1988. Die bulgarische Kommission für Antarktische Geographische Namen benannte ihn 2010 nach der Ortschaft Karnare im Süden Bulgariens.